# دوره ۱ جدول تناوبی
| هلیوم                            | هیدروژن                            |
| -------------------------------- | ---------------------------------- |
|                                  |                                    |
| لوله‌های حاوی گاز برانگیخته هلیوم | لوله‌های حاوی گاز برانگیخته هیدروژن |
| خطوط طیف نوری هلیوم              | خطوط طیف نوری هیدروژن              |

دوره ۱ جدول تناوبی ردیف اول یا دوره اول جدول تناوبی عناصر شیمیایی است. در جدول تناوبی عنصرها به ترتیب عدد اتمی (شمار پروتون‌ها در هسته)، به صورت صعودی مرتب شده‌اند. هر ردیف تازه در جدول، که یک دوره یا تناوب نامیده می‌شود، با افزوده شدن نخستین الکترون به یک لایهٔ الکترونی تازه آغاز می‌شود. ردیف‌های جدول تناوبی دوره تناوب و ستون‌های آن گروه نامیده می‌شود. عناصر شیمیایی، عنصرها در دوره، تناوب یا پریود مرتب می‌شوند تا عناصر با خواص شیمیایی مشابه در ستون‌های عمودی زیر یکدیگر قرار بگیرند. عنصرهای موجود در هر دسته تعداد لایه‌های الکترونی یکسانی دارند. در عنصرهای یک دوره، هر عنصر از عنصر قبلی‌اش (از نظر شمارهٔ گروه) یک پروتون و یک الکترون بیشتر دارد و خاصیت فلزی کمتر و الکترونگاتیوی و بار مؤثر هستهٔ بیشتری دارد.
دوره اول شامل عناصر کمتری از هر ردیف دیگر در جدول است که فقط دو عنصر دارد: هیدروژن و هلیوم. این وضعیت را می‌توان با نظریه‌های مدرن ساختار اتمی توضیح داد. در توصیف مکانیک کوانتومی از ساختار اتمی، این دوره مربوط به پر شدن اوربیتال 1s است. دوره یک عناصر از قانون دوتایی پیروی می‌کند زیرا آنها برای تکمیل لایه ظرفیت خود به دو الکترون احتیاج دارند. هیدروژن و هلیوم قدیمی‌ترین و فراوان‌ترین عناصر جهان هستند.

## روندهای دوره ای
همه دوره‌های دیگر در جدول دوره حاوی حداقل هشت عنصر هستند، و در نظر گرفتن روند دوره ای در طول دوره اغلب مفید است. با این حال، دوره ۱ فقط شامل دو عنصر است، بنابراین این مفهوم در اینجا کاربرد ندارد. از نظر روند عمودی پایین گروه‌ها، می‌توان هلیوم را به عنوان یک گاز نجیب معمولی در راس گروه ۱۸ جدول تناوبی استاندارد مشاهده کرد، اما همان‌طور که در زیر بحث شده‌است، شیمی هیدروژن منحصر به فرد است و به راحتی به هیچ گروهی اختصاص نمی‌یابد.

## موقعیت در جدول تناوبی
اولین لایه الکترونی، n = ۱، فقط از یک مدار تشکیل شده‌است و حداکثر تعداد الکترونهای ظرفیتی که یک عنصر دوره ۱ می‌تواند در خود جای دهد، هر دو در مدار 1s قرار می‌گیرد. لایه ظرفیت به دلیل محدودیت کلی l <n در اعداد کوانتوم فاقد p یا هر نوع اوربیتال دیگری است؛ بنابراین، دوره ۱ دقیقاً دو عنصر دارد. اگرچه هیدروژن و هلیوم هر دو در بلوک s قرار دارند، اما هیچ‌یک از آنها رفتار مشابه سایر عناصر بلوک s ندارند. رفتار آنها چنان متفاوت از سایر عناصر این بلوک است که اختلاف نظر زیادی در مورد محل قرارگیری این دو عنصر در جدول تناوبی وجود دارد.
هیدروژن به گروه ۱ تعلق دارد که آن را بالاتر از لیتیوم قرار می‌دهد. این ماده گاهی بالاتر از کربن، یا فلوئور، قرار می‌گیرد، یا در بالای عناصر دیگر شناور می‌ماند و به هیچ گروهی در جدول تناوبی اختصاص نمی‌یابد.
هلیوم دارای لایه ظرفیت کامل است و از این رو تقریباً همیشه در جدول تناوبی بالاتر از نئون (که در بلوک p است) به عنوان یک گاز نجیب قرار می‌گیرد، اگرچه به دلیل پیکربندی الکترون‌های مشابه، گاهی بالاتر از بریلیوم قرار داده می‌شود.

## عناصر
| عنصر شیمیایی | عنصر شیمیایی | عنصر شیمیایی | سری شیمیایی | ساختار الکترونی |
| ------------ | ------------ | ------------ | ----------- | --------------- |
| ۱            | H            | هیدروژن      | نافلزها     | 1s 1            |
| ۲            | He           | هلیوم        | گاز نجیب    | 1s 2            |

### هیدروژن

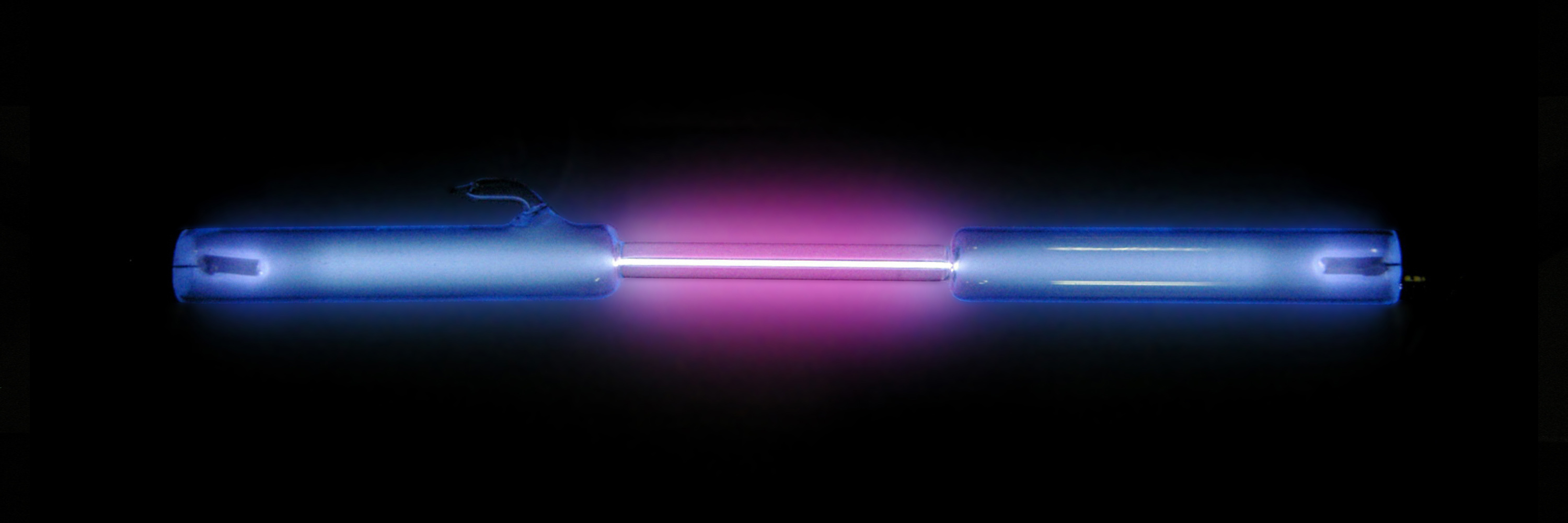
هیدروژن در حالت پلاسما

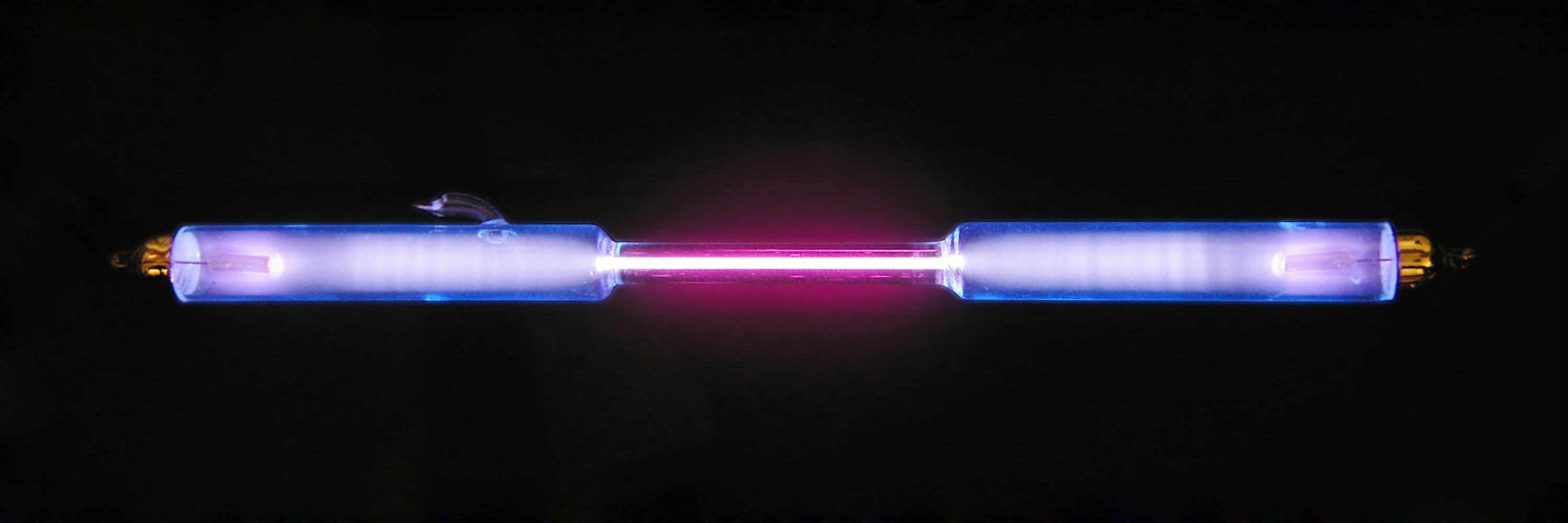
دوتریوم در لوله خلا

هیدروژن (H) یک عنصر شیمیایی در جدول تناوبی با عدد اتمی ۱ است. در شرایط استاندارد دما و فشار، هیدروژن بدون رنگ و بو است، عنصری غیر فلزی، بی‌مزه، و گاز دو اتمی قابل اشتعال با فرمول شیمیایی H۲ می‌باشد. با جرم اتمی ۱٫۰۰۷۹۴ amu، هیدروژن سبک‌ترین عنصر است.
هیدروژن فراوانترین عنصر شیمیایی است که تقریباً ۷۵٪ از جرم عناصر جهان را تشکیل می‌دهد. ستارگان در رشته اصلی در حالت پلاسما عمدتاً از هیدروژن تشکیل شده‌اند. هیدروژن ابتدایی در زمین نادر است و به صورت صنعتی از هیدروکربن‌هایی مانند متان تولید می‌شود، بیشتر هیدروژن تولیدی در نزدیکی محل تولید، در فرایند سوخت فسیلی (مانند کراکینگ) و تولید آمونیاک برای ساخت کود شیمیایی، مورد بهره‌برداری قرار می‌گیرد. امروزه دانشمندان در تلاش اند تا جلبک‌های سبز را در تولید هیدروژن بکار ببندند. هیدروژن ممکن است با استفاده از فرایند الکترولیز از آب تولید شود، اما این فرایند از نظر تجاری به‌طور قابل توجهی گران‌تر از تولید هیدروژن از گاز طبیعی است.
متداول‌ترین ایزوتوپ هیدروژن که به‌طور طبیعی وجود دارد، معروف به پروتیوم، دارای یک پروتون است و هیچ نوترونی ندارد. در ترکیبات یونی، می‌تواند بار مثبتی به خود بگیرد، تبدیل به یک کاتیون متشکل از یک پروتون یا یک بار منفی شود و به یک آنیون، معروف به هیدرید تبدیل شود. بیشتر ترکیب‌های هیدروژن، هیدرید نام دارند. عبارت هیدرید نشان می‌دهد که در آن ترکیب اتم هیدروژن بار منفی  گرفته و به صورت -H نمایش داده می‌شود. هیدروژن می‌تواند ترکیباتی با اکثر عناصر تشکیل دهد و در آب و بیشتر ترکیبات آلی وجود دارد. این عنصر نقش مهمی به ویژه در شیمی اسید باز ایفا می‌کند، که در آن واکنش‌های بسیاری شامل تبادل پروتون بین مولکول‌های محلول است. هیدروژن با اکسید شدن الکترون خود را از دست می‌دهد در نتیجه +H به‌دست می‌آید که تنها دارای یک پروتون دارد. به همین دلیل +H را پروتون نیز می‌نامند. این ویژگی در بحث واکنش‌های اسیدها در خور توجه‌است. به عنوان تنها اتم خنثی که برای آن می‌توان معادله شرودینگر را به صورت تحلیلی حل کرد، مطالعه انرژی و طیف اتم هیدروژن نقشی اساسی در توسعه مکانیک کوانتوم داشته‌است.
فعل و انفعالات هیدروژن با فلزات مختلف در متالورژی بسیار مهم است، زیرا بسیاری از فلزات ممکن است دچار شکنندگی هیدروژن شوند.
هیدروژن در بسیاری از ترکیبات متشکل از عنصرهای خاکی کمیاب و فلز واسطه بسیار قابل حل است و می‌تواند در هر دو حالت فلز بلورین و آمورف حل شود. حلالیت هیدروژن در فلزات تحت تأثیر ناخالصی‌های موجود در شبکه براوه فلزی است.

### هلیوم

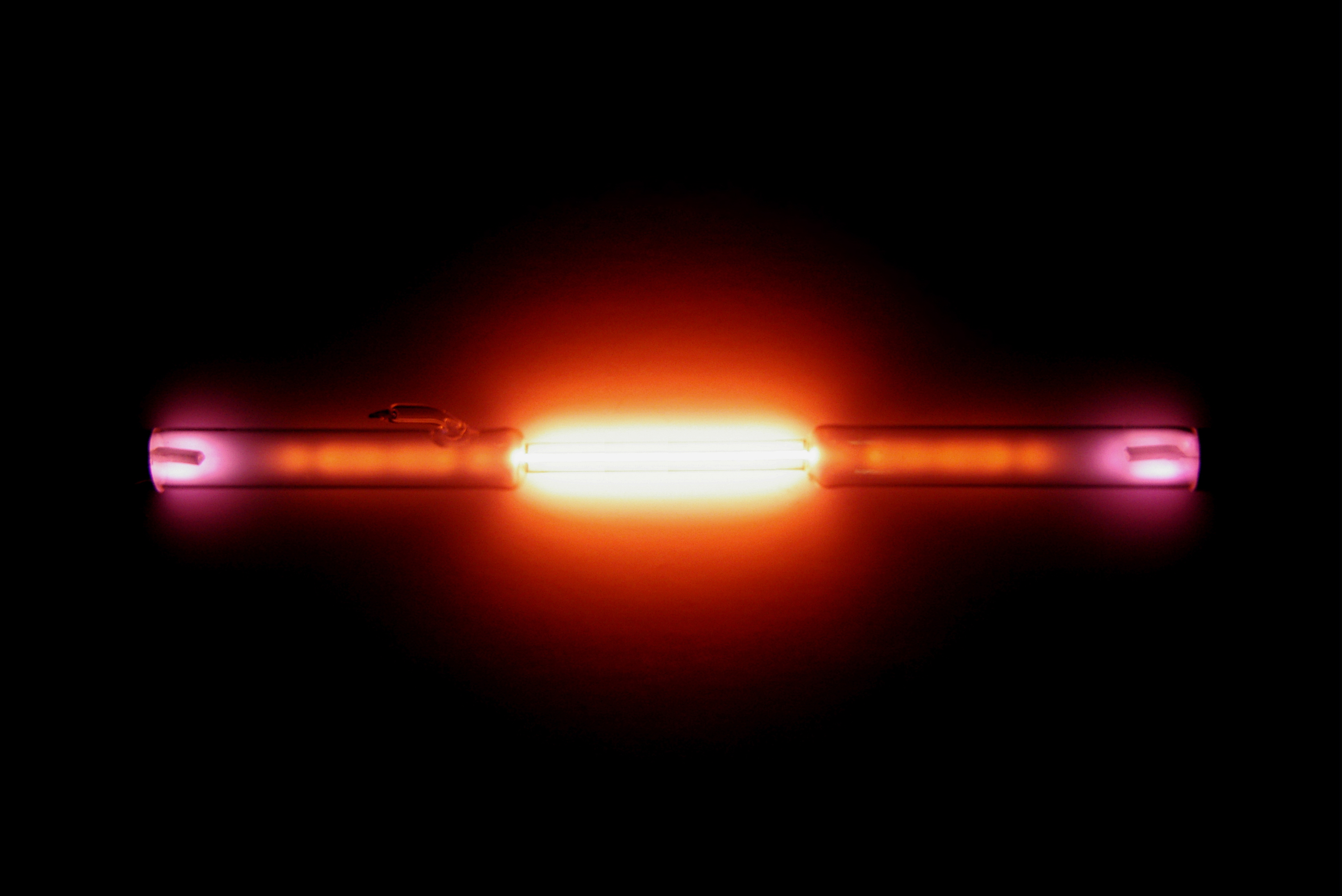
هلیوم هنگامی که در یک میدان الکتریکی با ولتاژ بالا قرار گیرد رنگی نارنجی مایل به قرمز خواهد داشت.

هلیوم (He) یک عنصر شیمیایی بی‌بو، بی‌رنگ، بی‌مزه، غیرسمّی و از دیدگاه شیمیایی بی‌اثر و تک اتمی است که در جدول تناوبی در بالای گروه گازهای نجیب جا دارد. دمای ذوب و جوش این ماده در میان دیگر عنصرها بسیار پایین است، به‌همین دلیل در دمای اتاق و البته در بیشتر موارد به صورت گازی است مگر این‌که تحت شرایط بسیار ویژه‌ای قرار داشته باشد.
هلیوم در سال ۱۸۶۸ توسط ستاره‌شناس فرانسوی ژول ژانسن کشف شد، وی ابتدا ماده را به عنوان یک امتداد خط طیفی زرد ناشناخته در نور ناشی از خورشیدگرفتگی در نظر گرفت. در سال ۱۹۰۳، ذخایر زیادی از هلیوم در میادین گاز طبیعی ایالات متحده یافت شد که بزرگترین تأمین کننده این گاز است. این ماده در فوق سردشناسی، در سیستم‌های تنفسی در اعماق دریا، برای خنک سازی آهن‌ربای‌های ابررسانا، در تاریخ‌گذاری، برای باد کردن بادکنک‌ها، برای ایجاد بالابر در کشتی‌های هوایی، استفاده می‌شود. هلیوم یک گاز محافظ برای مصارف صنعتی مانند جوشکاری با قوس الکتریکی و رشد ویفر سیلیسیم است. استنشاق حجم کمی از گاز موقتاً باعث تغییر و کیفیت صدای انسان می‌شود. رفتار هلیوم ۴ برای محققانی که مکانیک کوانتوم و به ویژه پدیده ابرشارگی را مطالعه می‌کنند مهم است و در نتیجه هر دو حالت هلیوم مایع شناخته شده (هلیوم I و هلیوم II)، مایعات کوانتومی نامیده می‌شوند، به این معنی که آنها در سطح ماکروسکوپی، خواص اتمی از خود نشان می‌دهند. این موضوع ممکن است به‌خاطر نزدیکی بیش از حد نقطه جوش هلیوم به صفر مطلق باشد، که موجب می‌شود جنبش تصادفی مولکولی نتواند بر روی ویژگی اتمی سایه افکند و مانع از بروز آن‌ها شود در پژوهش دربارهٔ پدیده‌هایی مانند ابررسانایی که با دماهای نزدیک به صفر مطلق در ماده پدید می‌آید، مهم است.
هلیم دومین عنصر سبک و دومین عنصر فراوان در جهان مشاهده شده‌است. بیشتر هلیوم در طی مه‌بانگ ایجاد شده، اما در نتیجه همجوشی هسته‌ای هیدروژن در ستاره‌ها، هلیوم جدید ایجاد می‌شود. روی زمین، هلیوم نسبتاً نادر است و در اثر واپاشی هسته‌ای طبیعی برخی از عناصر رادیواکتیو ایجاد می‌شود زیرا ذرات آلفا که نشر می‌شوند از هسته‌های هلیوم تشکیل شده‌اند. هلیوم رادیوژنیک با غلظت‌های حداکثر هفت درصد حجمی همراه با گاز طبیعی گیر می‌افتد، که با استفاده از روش جداسازی تقطیر جزء به جزء در دمای پایین می‌توان آن را استخراج نمود.